# Aéroport d'Alexandroúpoli
L'aéroport d'Alexandroúpoli « Démocrite » (en grec moderne : Κρατικός Αερολιμένας Αλεξανδρούπολης «Δημόκριτος» / Kratikós Aeroliménas Alexandroúpolis «Dimókritos», code IATA : AXD • code OACI : LGAL) est un aéroport situé 7 km à l'est d'Alexandroúpoli, vers le nord-est de la Grèce, sur la principale route nationale E90. Il est situé près du village d'Apalos, qui appartient à la municipalité d'Alexandroúpoli. L'aéroport a été construit en 1944. En 1955, il est devenu un aéroport international, alors que les bâtiments actuels et de la piste ont été construits en 1975.
L'aéroport a été nommé d'après Démocrite, le philosophe antique né à Abdère.

## Situation

### Carte des aéroports en Grèce
| \| 50 km1:6 137 000 \| Agrinion Aktion Alexandreia Alexandroúpoli Andravida Áraxos Astypalée Athènes · E. Venizélos Céphalonie La Canée Chios Corfou Héraklion Icarie Ioannina Kalamata Kalymnos Karpathos Kassos Kastellórizo Kastoria Kavala Cythère Kos Kotroni Kozani Larissa Lemnos Leros Milos Mykonos Mytilène Naxos Néa Anchíalos Paros Rhodes Maritsa Samos Santorin Sitía Skiathos Skyros Sparte Syros Tanagra Tatoi Thessalonique Tripoli Tympaki Zante Kastelli |
| 50 km1:6 137 000 |

## Statistiques
Pour des raisons techniques, il est temporairement impossible d'afficher le graphique qui aurait dû être présenté ici.

Voir la requête brute et les sources sur Wikidata.

## Compagnies et destinations
| Compagnies      | Destinations                                             |
| --------------- | -------------------------------------------------------- |
| Aegean Airlines | Athènes E.-Venizélos En saison: Héraklion-N. Kazantzákis |
| Sky Express     | Athènes E.-Venizélos, Sitía                              |

Édité le 31/01/2018  Actualisé le 11/05/2023